# La clessidra (film 1973)
La clessidra (Sanatorium pod klepsydra) è un film del 1973 diretto da Wojciech Has, vincitore del Premio della giuria al 26º Festival di Cannes.

## Trama
Jozef è a bordo di un treno fatiscente per fare visita al padre ricoverato in un sanatorio. Sul treno incontra un cupo capotreno cieco che gli assicura che alla fine del suo viaggio troverà la sua strada. Quando arriva in ospedale, scopre che l'intera struttura sta andando in rovina, le stanze sono divorate dai parassiti e gli interni sono tutti ricoperti di ragnatele; inoltre, nessuno sembra prendersi cura dei pazienti, fatta eccezione per una giovane infermiera e un dottore. Il tempo, come gli spiega il dottore dell'ospedale, sembra comportarsi in modo imprevedibile, permettendo al passato di riaffiorare in un elaborato capriccio artificiale e ai pazienti, apparentemente moribondi nei loro letti, di continuare a vivere.
Jozef, quasi senza accorgersene, si ritrova catapultato in questa dimensione in cui il tempo scorre in modo diverso: un vero e proprio magma di visioni oniriche annegate sotto strati di grigiore gotico. Sebbene agli occhi dello spettatore Jozef sia sempre mostrato come un adulto, le persone che incontra si pongono spesso nei suoi confronti come se fosse un bambino.
In questo mondo "parallelo" Jozef fa amicizia con Rudolf, un ragazzo che possiede un album di francobolli: i nomi dei francobolli innescano in Jozef un meccanismo ricco di associazioni e, conseguentemente, avventure. Tra i molti avvenimenti in questa fantasmagoria, Jozef rivive episodi della sua infanzia con l'eccentrico padre e la madre. In questo sogno picaresco di cui Jozef è protagonista, artefice e vittima, le cose e gli uomini si fondono a tal punto che Jozef incontra uomini illustri della storia sotto forma di modelli di cera, parzialmente in grado di muoversi e interagire con lui. Durante il suo strano viaggio, riappare di tanto in tanto il minaccioso capotreno cieco visto nella scena iniziale.
Al termine di uno dei suoi viaggi tra le rovine, Jozef incontra il dottore del sanatorio che lo tranquillizza e gli dà un cappello da capotreno: Jozef si avvia verso l'uscita, trasformatosi oramai nel suo doppio, quel narratore cieco e onnisciente che ha compreso l'impossibilità di cogliere l'essenza del tempo.

## Produzione
Il film nasce come un adattamento del romanzo Il sanatorio all'insegna della clessidra (in polacco Sanatorium pod Klepsydrą) di Bruno Schulz, ma comprende anche sequenze di altre opere dell'autore polacco, come ad esempio Le botteghe color cannella (in polacco Sklepy cynamonowe).
Il film è stato prodotto da Zespół Filmowy Silesia. Le riprese principali si sono svolte presso gli studi Wytwórnia Filmów Fabularnych di Łódź.

## Accoglienza
Quando il film è stato distribuito in Polonia, ha ricevuto recensioni contrastanti da parte della critica, e in particolar modo dai critici letterari. Artur Sandauer ha duramente criticato l'adattamento di Has poiché, a suo avviso, ha trasformato la storia originale di Schulz "di dimensioni cosmiche" in "folklore grottesco ". Jerzy Jastrzębski ha affermato che il film di Has evoca "una sensazione di chiara insufficienza". Il film è stato recensito positivamente da Konrad Eberhard e Adam Garbicz che hanno affermato che non era intenzione del regista adattare la prosa di Schulz in modo letterale, ma piuttosto catturarne il clima escatologico.
In Italia, il film è stato accolto in maniera positiva: in particolare, l'adattamento dei testi di Schulz è stato svolto "con sottile fedeltà e grande capacità inventiva". Morando Morandini ha assegnato al film un punteggio di 4 su 5:
(Morando Morandini, Il Morandini)
In Francia, il film è stato accolto molto positivamente da critici cinematografici come François Mourin, su L'Humanité: Mourin ha lodato la scelta dei costumi, la scenografia, la cinematografia e la performance del cast. Jacques Siclier sulle pagine di Le Monde ha affermato che lo spettatore che guarda il film sperimenta "uno shock emotivo e mozzafiato". Richard Bégin ha descritto "l'atmosfera permeabile di trascienza e morte" del film generata dalle inquadrature dominanti delle rovine. 
(Jean De Baroncelli, Le Monde 26 maggio 1973)
Il film ha ricevuto riconoscimenti anche in Gran Bretagna e negli Stati Uniti. Phelim O'Neill di The Guardian ha considerato il film di Has come "un altro classico psichedelico" mentre Michael Wilmington del Chicago Tribune ha assegnato al film 3,5 stelle su 4 commentando lo splendido e surreale adattamento dell'opera letteraria di Schulz. 
Nel sondaggio del 2015 condotto dal Museo polacco di cinematografia di Łódź, La clessidra si è guadagnato il quinto posto nella classifica dei migliori film polacchi di tutti i tempi.

## Riconoscimenti
- Premio della giuria al Festival di Cannes 1973